# Medbejlerens Hævn
Medbejlerens Hævn er en dansk stum dramafilm fra 1910 produceret af Nordisk Filmskompagni efter manuskript af A.V. Olsen. Filmens instruktør er ukendt.

## Handling
En ung tjenstekarl forelskes i en gårdmandens datter. Da gårdejeren finder ud romancen, bliver han vred, særlig fordi datteren har afvist ægteskab med naboens velhavende søn. Gårdejeren have håbet på ægteskab med nabosønne, da han kunne bruge pengene, og  jager karlen på porten. Nabosønnen er vred over afvisningen og vil have hævn over ydmygelsen. 
Tjenstekarlen vinder en stor gevinst i lotteriet. En nat sniger to vagabonder sig op på høloftet for at få ly for natten. Samme nat kommer nabosønnen ind i laden og sætter ild til den, og han håber, at mistanken vil samle sig om gårdmanden, der på økonomisk svage fødder kunne have en interesse i at snyde forsikringsselskabet. Gårdmanden mistænkes da også under det efterfølgende forhør, men vangbonderne forklarer, hvad de har set og nabosønnen afsløres. Tjenestekarlen er nu rig, og alt ender godt.

## Medvirkende
- Victor Fabian
- Petrine Sonne
- Otto Lagoni
- Rigmor Jerichau
- Lauritz Olsen
- Aage Lorentzen
- Gustav Lund
- Agnes Nørlund
- Ingeborg Rasmussen
- Paul Welander
- Edmund Østerby
- August Blom